# Conyza vernonioides
Conyza vernonioides là một loài thực vật có hoa trong họ Cúc. Loài này được (Sch.Bip. ex A.Rich.) Wild mô tả khoa học đầu tiên năm 1969.